# Лихачи (Кировская область)
 Лихачи — деревня в Кировской области. Входит в состав муниципального образования «Город Киров»

## География
Расположена на расстоянии примерно 8 км по прямой на запад-юго-запад от железнодорожного вокзала станции Киров.

## История
Известна с 1678 года как церковная деревня с 2 дворами, в 1764 10 жителей, в 1802 году 3 двора. В 1873 году здесь (деревня  Церковная или Лихачи) дворов 6 и жителей 33, в 1905 (починок Церковный или Лихачи) 9 и 52, в 1926 (деревня Лихачевы или Лихачи) 13 и 65, в 1950 (Лихачи) 5 и 40, в 1989 6 жителей. Настоящее название утвердилось с 1939 года. Административно подчиняется Ленинскому району города Киров.

## Население
Постоянное население составляло 1 человек (русские 100%) в 2002 году, 4 в 2010.